# Лещинський повіт
Лещинський повіт (пол. powiat leszczyński) — один з 31 земських повітів Великопольського воєводства Польщі.
Утворений 1 січня 1999 року в результаті адміністративної реформи.

## Загальні дані
Повіт знаходиться у південно-західній частині воєводства.
Адміністративний центр — місто Лешно (має статус міста на правах повіту, до складу повіту не входить).
Станом на 1.01.2008 населення становить 50 635 осіб, площа 805,81 км².

## Демографія
Демографічні дані повіту станом на 30.06.2005:
|       | Всього | Всього | Жінки  | Жінки | Чоловіки | Чоловіки |
| ----- | ------ | ------ | ------ | ----- | -------- | -------- |
|       | осіб   | %      | осіб   | %     | осіб     | %        |
| Повіт | 49 687 | 100    | 25 012 | 50,3  | 24 675   | 49,7     |
| Міста | 4433   | 100    | 2255   | 50,9  | 2178     | 49,1     |
| Села  | 45 254 | 100    | 22 757 | 50,3  | 22 497   | 49,7     |